# To što vidiš to i jeste
To što vidiš to i jeste deseti je studijski album srpskog rock sastava Električni orgazam, koji je 2010. godine objavila diskografska kuća Dallas Records. Ovo je prvi put od albuma Kako bubanj kaže da se na sintesajzeru pojavljuje Ljubomir Đukić.

## Popis pjesama
| 1.    | »Nemaš nikom ništa da daš«       | 3:54  |
| 2.    | »Noć me zove«                    | 4:16  |
| 3.    | »Bliži Suncu«                    | 7:08  |
| 4.    | »Ti to možeš«                    | 5:02  |
| 5.    | »Pokaži mi (kakav je tvoj grad)« | 5:25  |
| 6.    | »Nikad ne znam«                  | 10:56 |
| 7.    | »Vrati se«                       | 4:40  |
| 8.    | »Mister ministar«                | 4:49  |
| 9.    | »Gde god odem«                   | 4:25  |
| 10.   | »Da da da da«                    | 8:00  |
| 41:42 |                                  |       |

## Sudjelovali na albumu

### Električni orgazam
- Srđan Gojković — gitara, vokali
- Zoran Radomirović Švaba — bas-gitara
- Blagoje Nedeljković Pače — bubnjevi
- Branislav Petrović Banana — gitara, harmonika, prateći vokali
- Ljubomir Đukić Ljuba — sintesajzer

### Dodatno osoblje
- Dragomir Mihailović "Gagi" — gitara na pjesmama 5 i 6
- Vojislav Aralica — udaraljke, producent
- Stefan Đinović — mikser

## Vanjske poveznice
- To što vidiš to i jeste na Discogs